# Betrieb mit staatlicher Beteiligung

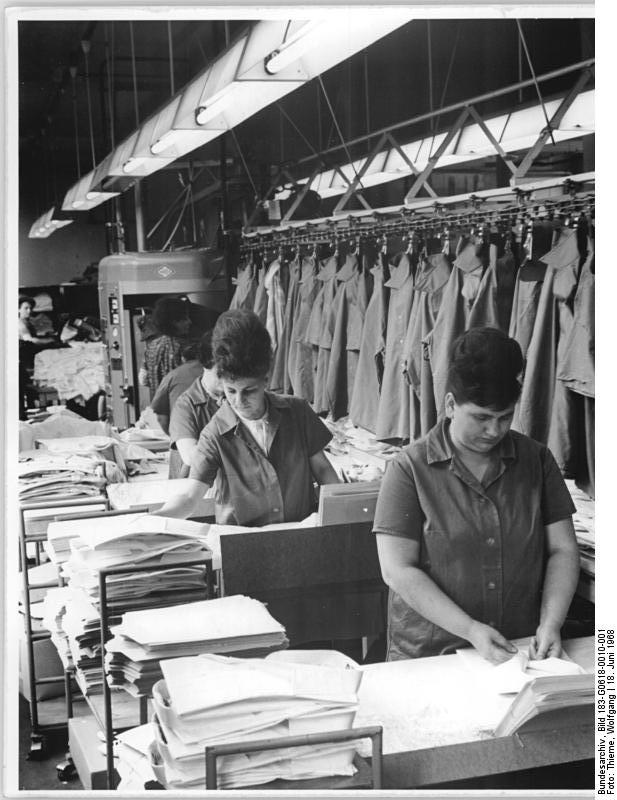
Näherinnen in den Vereinigten Rodewischer Textilbetrieben KG, 1968

Ein Betrieb mit staatlicher Beteiligung (BSB, auch halbstaatlicher Betrieb) war eine besondere gemischte Unternehmensform in der DDR zwischen 1956 und 1972. Sie entstand aus privaten Unternehmen, bei denen ein staatlicher Gesellschafter die Mehrheitsanteile übernahm, der ehemalige Eigentümer aber weiterhin das Unternehmen führen konnte. 1972 gab es bei der Auflösung und Verstaatlichung etwa 6.700 solcher Betriebe.

## Gründung
Im Oktober 1955 wurde auf einer Tagung des ZK der SED erstmals über eine mögliche staatliche Beteiligung an privaten Unternehmen gesprochen.  Am 12. Januar 1956 fasste der Ministerrat der DDR einen entsprechenden Beschluss, im Mai 1956 wurde ein Gesetz darüber verabschiedet.
Danach konnten Kommanditgesellschaften (KG) gebildet werden, an denen ein staatlicher Kommanditist beteiligt war. Dies war zunächst die Deutsche Investitionsbank. Dieses musste durch die privaten Unternehmen beantragt werden, danach wurde entschieden, ob ein volkswirtschaftliches Interesse daran bestand. 1959 wurde eine neue Verordnung zur Bildung halbstaatlicher Betriebe erlassen, seitdem konnten auch Volkseigene Betriebe und andere staatliche Organisationen als Gesellschafter in die Kommanditgesellschaften eintreten. Die staatlichen Beteiligungen konnten danach von den privaten Unternehmen nicht mehr rückgängig gemacht werden.
Formal war die Umwandlung in Betriebe mit staatlicher Beteiligung freiwillig. Oftmals wurde sie von Seiten der staatlichen Organe jedoch mit Nachdruck betrieben – so durch die Umstellung früherer Kredite oder von Steuerschulden in Geschäftsanteile.

## Umsetzung
Die privaten Unternehmer konnten in den Betrieben nach den Umwandlungen weiter weitgehend selber entscheiden. Sie erhielten Kapitaleinlagen durch die staatlichen Gesellschafter und konnten so ihre Produktionskapazitäten ausweiten. Bei größeren Investitionsvorhaben kam es aber öfter zu Ablehnungen durch die staatlichen Gesellschafter.

„Die Zeit war für uns eine recht angenehme, wir wurden nicht zu sehr beobachtet oder reglementiert. (...)  Es kam noch hinzu, dass mein Mann ein Gehalt und seinen Gewinnanteil bekam. (...) Finanziell ging es nun besser.“

Die Betriebe mit staatlicher Beteiligung waren in das „System der staatlichen Planung und Leitung“ einbezogen und den Volkseigenen Betrieben gleichgestellt. Sie erhielten bestimmte Planvorgaben, die sie erfüllen sollten. Auch gab es Vorgaben, welche Produkte sie herstellen sollten und welche nicht.
In den 1960er Jahren hatten die Betriebe mit staatlicher Beteiligung eine wichtige Bedeutung für die Wirtschaft in der DDR, insbesondere als Zulieferer und zur Versorgung der Bevölkerung. Einzelne entwickelten eine große wirtschaftliche Leistungskraft und Anerkennung in der Bevölkerung wie das Modeunternehmen von Heinz Bormann in Magdeburg. Die Druckerei C. G. Roeder KG in Leipzig erhielt 1969 den Gutenbergpreis.

## Ende
Seit 1970 begann sich die Einstellung in der SED über die halbstaatlichen Betriebe und die privaten Unternehmen im Land zu ändern. Es wurde vor allem deren Eigenständigkeit und wirtschaftliches Vermögen beargwöhnt. Seit diesem Jahr nahmen die Kontrollen und Reglementierungen durch die staatlichen Gesellschafter deutlich zu.
Nach dem Machtantritt von Erich Honecker als SED-Parteichef im Mai 1971 war deren Ende besiegelt. Am 16. Februar 1972 beschloss der Ministerrat der DDR „Regelungen für Betriebe mit staatlicher Beteiligung und über Stellung und Aufgaben des Gesellschafters bei der schrittweisen Übernahme der Betriebe in Volkseigentum“. In den folgenden Monaten wurden alle 6700 Betriebe mit staatlicher Beteiligung in Volkseigene Betriebe umgewandelt, dazu ebenfalls 3400 rein private Unternehmen und 1700 Produktionsgenossenschaften des Handwerks (PGH). Dies geschah anfangs formal freiwillig, dann aber bald mit einem massiven Druck auf die privaten Anteilseigner (Komplementäre). Bereits im Juli 1972 waren die Verstaatlichungen abgeschlossen. Die privaten Unternehmer konnten oft als Direktoren oder Geschäftsführer in den Betrieben bleiben und wurden finanziell entschädigt. Einige erhielten auch den Vaterländischen Verdienstorden.
Ab 1990 wurden einige ehemalige Betriebe mit staatlicher Beteiligung reprivatisiert. Dies erfolgte aber mitunter mit einigen Schwierigkeiten durch die Treuhandanstalt.

## Einzelne Betriebe
1972 gab es etwa 6700 Betriebe mit staatlicher Beteiligung. Die meisten befanden sich in den südlichen Bezirken der DDR, fast alle waren produzierende Unternehmen, oft in Spezialbereichen. 
- Heinz Bormann KG, Magdeburg, Modeunternehmen
- Gerling & Rausch KG, Magdeburg,  Gerling wurde später zum Ehrenbürger der Stadt
- Grafischer Betrieb C. G. Röder, Leipzig, Gutenberg-Preis 1969
- Gustav Winkler KG, Neustadt (Orla), Textilhersteller
- Glockengießerei Schilling in Apolda
- Wagner & Apel Porzellan, Thüringen
- Kunstschmiede Berlin
- Karl Pouva KG, Freital (seit 1957)
- Certo Kamerawerk KG, Dresden (seit 1959)
- Landskronbrauerei, Görlitz
- Schilkin Wodka, Berlin
- Bienertmühle, Dresden-Plauen
- Amalienbrunnen, Sömmerda, Mineralwasserabfüller
- Bauer & Lenk KG, Auerbach, dann zu VEB Parkettfabrik Hirschfeld
- Tuchfabrik Gebr. Pfau KG, Crimmitschau, dann zu VEB Modetuche

- Hilde Bley KG, Falkenstein
- Rudolf Stephani KG, Rübenau
- Heinrich Galys KG, Rathenow
- DAVEDA KG Espig, Woltersdorf bei Berlin
- Friedrich Bohnwagner KG, Leipzig
- Hans Vinzelberg KG, Leipzig
- Schupp KG, Cottbus
- Kopf KG, Cottbus
- Kuhnert KG, Cottbus
- Albert Jacob KG, Grünbach, dann zu VEB Plauener Gardine